# Sveučilište u Nanjingu
Sveučilište u Nanjingu ((kin.) 南京大學 南京大学 Nánjīng Dàxué; ili 南大, Nándà; engleski: Nanjing University ili Nanking University, skr. NJU ili NU) je nacionalno sveučilište u gradu Nanjing (Nanking) u Kini. Predstavlja istraživačko sveučilište koji integrira tradiciju i suvremenost s filozofijom prema kojoj su "Tao (Priroda i načela svega u univerzumu) univerzalni za sva vremena". Predstavlja člana C9 League. Prema knjizi o povijesti sveučilišta, nastalo je u prvoj godini vladvaine Yong'ana (258.) kada je osnovan Nankinški carski daxue te se zbog toga smatra najstarijom viskoškolskom ustanovom na svijetu. Kao moderna nova škola posvećena učenju modernih znanosti i tehnologije je osnovano 1902. pred kraj dinastije Qing, a moderni sveučilište je postalo 1920-ih u doba Republike Kine kada je kao prvo kinesko sveučilište kombinirao podučavanje s istraživanjem. Pred uspostavu NR Kine 1949. ime je promijenjeno od Nacionalnog centralnog sveučilišta u Nankinško sveučilište. Uživa reputaciju i kolijevke moderne znanosti u Kini, središta humanizma kao i renesanse moderne konfucijanske misli i kineske kulture, te se smatra prestižnom institucijom.

## Vanjske poveznice
- Nanjing University (kin.)
- General Alumni Association of Nanjing University  Arhivirana inačica izvorne stranice od 31. srpnja 2019. (Wayback Machine) (kin.)